# Tsukihime
Tsukihime (月姫, maanprinses) is een Japanse visuele roman van studio Type-Moon. Het verscheen voor het eerst als computerspel voor Windows op 29 december 2000. De erotisch getinte eroge verscheen ook als tiendelige mangaserie van 2003 tot 2010, en als animeserie van 12 afleveringen in 2003.
In 2008 werd een remake aangekondigd. Het eerste deel kwam uit in Japan onder de titel Tsukihime: A Piece of Blue Glass Moon op 26 augustus 2021 voor de Nintendo Switch en Playstation 4. De wereldwijde uitgave werd gepubliceerd op 27 juni 2024. Het tweede deel, Tsukihime: The Other Side of Red Garden, werd aan de hand van een geheime trailer in A Piece of Blue Glass Moon aangekondigd.
Men prees in Engelstalige recensies het verhaal, de productiekwaliteit en lokalisatie.

## Plot
Na een zwaar ongeluk belandt de jonge Shiki Tohno in het ziekenhuis. Hij ontwaakt met mysterieuze dodemansogen die alles kunnen vernietigen. De oudere tovenares Aoko Aozaki vertelt hem dat zijn krachten een gave zijn, die voor het goede gebruikt moeten worden. Zij geeft hem een bril die Shiki moet dragen. Hiermee zullen zijn dodemansogen gedeactiveerd blijven. Maar dan stuurt zijn familie hem weg uit het huis. Shiki is genoodzaakt bij zijn familie te gaan wonen.
Daarna verandert het verhaal afhankelijk van de keuzes die de speler maakt. Er zijn voor elke held twee mogelijke eindes. Wanneer de speler alle mogelijke aflopen in het spel heeft bereikt, wordt er een nieuw epiloog vrijgespeeld, getiteld Eclipse.

## Hoofdpersonages
- Shiki Tohno, een tiener met ogen die elk object kunnen vernietigen.
- Arcueid Brunestud, een prinses uit een vampiersfamilie.
- Ciel, een dame uit de hogere klasse die tevens een geheim agent is.
- Akiha Tohno, Shiki's zus die hem later in het verhaal komt opzoeken.
- Hisui, de jongste tweelingzus en jeugdvriendin van Shiki.
- Kohaku, de oudste tweelingzus met een traumatisch verleden.
- Aoko Aozaki, een mysterieuze tovenares.
- Arihiko Inui, Shiki's beste vriend en klasgenoot.
- Neco-Arc, een antropomorfe katversie van Arcueid die zo nu en dan opduikt.